# 薛庄玉皇庙
薛庄玉皇庙，位于山西省晋城市泽州县高都镇薛庄村西北，是一座古建筑，建于元至清。
2013年3月5日，薛庄玉皇庙公布为第七批全国重点文物保护单位，编号7-0829。